# Last Woman on Earth
Last Woman on Earth is een Amerikaanse dramafilm uit 1960 onder regie van Roger Corman. 

## Verhaal
Harold en Evelyn Gern zijn met hun vriend Martin Joyce op reis in Puerto Rico. Wanneer ze weer aan de oppervlakte komen na een middag duiken, blijkt dat de gehele mensheid intussen is uitgestorven. Als laatste overlevenden op aarde na de val van de atoombom beginnen ze een driehoeksverhouding. 

## Rolverdeling
| Acteur               | Personage    |
| -------------------- | ------------ |
| Betsy Jones-Moreland | Evelyn Gern  |
| Antony Carbone       | Harold Gern  |
| Robert Towne         | Martin Joyce |